# Лаазнер, Арнольд
Арнольд Лаазнер (эст. Arnold Laasner; 27 июня 1906, Таллин — 29 января 1964, Глостер, Великобритания) — эстонский футболист, нападающий. Выступал за сборную Эстонии. Также занимался баскетболом и другими видами спорта.

## Биография
Начал заниматься футболом в 14-летнем возрасте в таллинском районе Нымме. В 1925 году присоединился к клубу «Спорт» (Таллин). Со своим клубом стал пятикратным чемпионом Эстонии (1925, 1929, 1931, 1932, 1933), многократным серебряным и бронзовым призёром. В 1938 году со своим клубом стал победителем первого розыгрыша Кубка Эстонии. В чемпионатах Эстонии забил 54 гола — второй результат в довоенных чемпионатах страны после Рихарда Куремаа (65). В сезоне 1932 года стал лучшим бомбардиром чемпионата (13 голов), в сезоне 1937/38 занял четвёртое место с 10 голами.
В сборной Эстонии дебютировал 27 июня 1930 года в матче против Латвии. Свой первый гол забил 1 июня 1932 года, также в ворота Латвии. Всего в 1930—1936 годах сыграл за сборную 28 матчей и забил 2 гола, в том числе провёл один матч в отборочном турнире чемпионата мира 1934 года. Победитель Кубка Балтии 1931 года.
Помимо футбола, выступал в баскетболе, волейболе, хоккее с шайбой. В баскетболе в 1927 году стал серебряным призёром чемпионата Эстонии и сыграл один матч за сборную страны.
Во время второй мировой войны перебрался в Германию и затем — в Великобританию.

## Достижения
в футболе
- Чемпион Эстонии: 1925, 1929, 1931, 1932, 1933
- Серебряный призёр чемпионата Эстонии: 1926, 1927, 1928, 1930, 1934, 1936, 1943
- Бронзовый призёр чемпионата Эстонии: 1938/39
- Лучший бомбардир чемпионата Эстонии: 1932 (13 голов)
- Обладатель Кубка Эстонии: 1938
- Победитель Кубка Балтии: 1931

в баскетболе
- Серебряный призёр чемпионата Эстонии: 1927